# Corynoneura brevipalpis
Corynoneura brevipalpis är en tvåvingeart som beskrevs av Jean-Jacques Kieffer 1925. Corynoneura brevipalpis ingår i släktet Corynoneura och familjen fjädermyggor.
Artens utbredningsområde är Tyskland. Inga underarter finns listade i Catalogue of Life.